# Club de Deportes Antofagasta
El Club de Deportes Antofagasta és un club de futbol xilè de la ciutat d'Antofagasta. Va ser fundat el 14 de maig de 1966 i disputa els seus partits a l'estadi Regional d'Antofagasta, amb capacitat per a 26.339 espectadors.

## Palmarès
- 1 Lliga xilena de segona divisió: 1968

## Jugadors destacats
- Héctor Aldea
- Gabriel Caballero
- Marco Antonio Cornez
- Javier di Gregorio
- Patricio Galaz
- Paulo Pérez
- Pedro Reyes
- Sergio Marchant
- Francisco Valdés
- Rubén Vallejos
- Mario Vener